# Gregorios Elias Tabé
Gregorios Elias Tabé (ur. 18 marca 1941 w Mardin, zm. 16 kwietnia 2023 w Al-Kamiszli) – duchowny Kościoła katolickiego obrządku syryjskiego, w latach 2001-2019 arcybiskup Damaszku.

## Życiorys
Święcenia prezbiteratu przyjął 4 maja 1969. 24 czerwca 1995 został mianowany biskupem pomocniczym Damaszku z siedzibą tytularną w Batnae. Sakry udzielił mu 7 stycznia 1996 syryjskokatolicki patriarcha Antiochii Ignacy Antoni II Hayek, któremu towarzyszyli syryjski arcybiskup Damaszku Eustathe Joseph Mounayer oraz arcybiskup Aleppo Denys Raboula Antoine Beylouni. 25 maja 1996 został mianowany biskupem tytularnym Mardinu, w 1997 biskupem kurialnym Antiochii. 8 maja 1999 został biskupem koadiutorem Damaszku, a 24 czerwca 2001 przejął urząd arcybiskupa Damaszku. 22 czerwca 2019 przeszedł na emeryturę.